# DR-Event
DR-Event er en afdeling i Danmarks Radio der står for programvirksomheden omkring folketingsvalg, kommunalvalg, folkeafstemninger eller større nationale eller kongelige begivenheder.
Den 1. juli 2004 etablerede afdelingen i Danmarks Radio DR-Nyheder og Sport der bl.a. producerer TV-Avisen afdelingen DR-Event, fordi Danmarks Radio i længere tid havde tabt seerandele til TV 2 når der blev transmitteret fra store nationale begivenheder. 
Afdelingen var koncentreret omkring politiske begivenheder som folketingsvalg med valgaften, debatprogrammer og partilederrunder. Afdelingen var også ansvarlig for dækningen af andre store nationale, politiske begivenheder. Eksempelvis USA's præsident George Bush besøg i Danmark, Europaparlamentsvalg og kommunalvalg. DR Event samlede mange store projekter og havde mange aktier i det meget kontroversielle H.C. Andersen show – som er mest kendt for at give Tina Turner 6 millioner kroner for at synge to numre. Desuden stod afdelingen bag kongelige begivenheder og statsbesøg, og som det største: forberedelsen og dækningen af Kronprins Frederik og Mary Donaldsons bryllup og andre kongelige begivenheder, Aftenshowet mm. Programserien "De skrev historie" med Steffen Kretz som vært var også et projekt i afdelingen. 
Afdelingens første chef og redaktør var Ulrik Skotte og Naja Nielsen. Begge stoppede dog i 2006 for at søge nye græsgange i DR, i bl.a. den øverste ledelse i DR og på programmet Velkommen hjem.

## Udvalgte programmer produceret af DR-Event
- "Valg til Europa-Parlamentet 2004" (2004)
- "Året der gik" (2004)
- "Frederik & Mary – Det kongelige bryllup" (2004)
- "Once Upon a Time... H.C. Andersen Show" (2005)
- "Mary og Frederik i Australien" (2005)
- "De skrev historie..." (2005)